# Dagens Puls
Dagens Puls er navnet på et gratismagasin, som udkommer 10 gange om året. Det kan afhentes på de fleste af landets apoteker samt hos en del læger og tandlæger.
Magasinet har til formål at informere læserne om sund livsstil og minder – i sit stofområde – nok mest om konkurrenten Helse .
Bladet udgives af lægeavisen Dagens Medicin og begyndte at udkomme i maj 2006.